# Киноа
Киноа (Chenopodium quinoa) e зърноподобна култура, отглеждана предимно заради ядивните си семена. Тя е лъжежитно растение, защото принадлежи към семейство Щирови, а не към семейство Житни (като пшеницата), ботанически свързано със спанака и щира (амаранта). Киноата е семе, а не зърно. Произхожда от Андите, от северозападната част на Южна Америка. Това е растение с висока хранителна стойност и много полезни свойства. И листата му са много полезни, също като на тези на редица листни зеленчуци, като например спанака.

## Преглед
Името quinoa (кѝноа) е заемка от испанското quinua или quinoa, което произлиза от kinwa на езика кечуа. Като реколта най-напред е култивирана в района на Андите на Еквадор, Боливия, Колумбия и Перу преди 3000 до 4000 години. Хранителният състав е много добър в сравнение с основните зърнени култури. Семената на киноа съдържат незаменими аминокиселини като лизин и големи количества калций, фосфор и желязо. След прибиране на реколтата семената трябва да бъдат обработени за премахване на покритието, съдържащо горчиви на вкус сапонини. Семената на киноа се варят като цяло по същия начин, както ориза, и могат да бъдат използвани в широка гама от ястия. Листата на киноа се ядат като листни зеленчуци и много приличат на амарант, но търговската им наличност е ограничена.

## История и култура
Преди 5000 г. инките са отглеждали киноа и тя е била тяхна основна храна. Те смятали растението за свещено, подарък от боговете и го наричали „майката на всички зърна“; традицията била вождът им да засее първите семена за сезона, използвайки „златни оръдия на труда“. По време на завладяването на Южна Америка испанските колонизатори с насмешка наричали киноата „храна за индианци“, а впоследствие унищожили индианските ниви с киноа и забранили отглеждането ѝ. Те обаче така и не разбрали, че инките тайно продължили да отглеждат киноа по почти недостъпните високи части на Андите, където колонизатори не стъпвали, между другото и поради изключително разредения, труден за дишане въздух. Характерно за растението е, че то може да расте при всякакви условия и на всякаква почва. Така киноата изпаднала за дълго време в забвение, за да бъде преоткрита през 70-те години на 20 век. Киноата е препоръчвана за консумация поради състава си. Тя е за предпочитане не само пред пшеницата, но и пред ориза, защото малкото въглехидрати, които съдържа, се усвояват от организма бавно и така не причиняват напълняване. Тя не съдържа глутен, а има много важни за организма вещества, като желязо, калций, големи количества от витамини B и Е, както и много други полезни витамини и минерали. Затова Организацията на обединените нации е обявила 2013 г. за Международна година на киноата, а самата киноа – за „супер храна“.

## Хранителна стойност
Киноата е била от голямо значение в диетата на предколумбовите цивилизации на Андите, отстъпвайки по важност единствено на картофите и следвана по значение от царевицата. В съвременната епоха киноа се цени особено заради хранителната си стойност, като съдържанието ѝ на протеини е много високо (14% от масата), макар и не по-високо от повечето бобови растения. Хранителните оценки на киноата показват, че тя е източник на пълноценен протеин. Освен това тя е добър източник на фибри и фосфор, както и с високо съдържание на магнезий и желязо. Киноата е източник и на калций, затова е полезна за вегани и хора с непоносимост към лактозата. В 100 g киноа в сурово състояние има приблизително (проценти от препоръчителната дневна доза): 65% фосфор, 55% магнезий, 35% желязо, 14% протеини и 7% диетични фибри.
Киноата е без глутен и е лесна за усвояване. Поради всички тези характеристики киноа се смята за подходяща като култура за осигуряване живота на екипажите в космически екологични системи (Controlled Ecological Life Support System) на НАСА.
- Chenopodium quinoa red faro